# Liliana Almeida de Carvalho
Liliana Almeida  (Albufeira, 10 de março de 1983), mais conhecida como Liliana Almeida ou Liliana, é uma cantora portuguesa.
Liliana tinha 17 anos quando decidiu candidatar-se ao concurso Popstars, tendo completado 18 anos, a idade mínima, no último dia de casting. Liliana vive hoje aquilo que considera a maior aventura da sua vida, ser uma Nonstop, realizando as aspirações que o pai, percussionista profissional, tinha em relação à sua carreira. Estudava em Albufeira, no 11.º ano de Artes, quando surgiu esta oportunidade. Como experiência musical, conta com uma atuação ao vivo no Casino de Vilamoura e um concurso de artes juvenis em Albufeira, onde interpretou "Lusitana Paixão". Elege Whitney Houston como cantora preferida e teve como desejo fazer um dueto com Sara Tavares.
Em 2007, participa no terceiro álbum a solo de Gutto, De Corpo e Alma, interpretando com o cantor o single "Deixa Ferver". Promove também o álbum do cantor em concertos por todo o país.
Em 2009, lançou um novo tema chamado "Ibiza for Dreams" em parceria com o DJ Diego Miranda, sendo Liliana a vocalista do tema. O tema, cantado em inglês, torna-se um sucesso.
Em 2010, lançou o tema "Just Fly", em parceria com o DJ Diego Miranda e o DJ Villanova.
Em 2011, lançou o tema "Running Man", em parceria com o Jesus Luz e Yves Larock.
Em 2014, lança o álbum Bem Vindos a Kaya, como integrante da dupla Projecto Kaya, que formou com outro elemento das Nonstop, Andrea Soares. O projeto funde fado, semba e música eletrónica. Alguns anos depois, o Projecto Kaya integra a editora de Agir - que já havia participado como produtor em Bem Vindos a Kaya -, a Real Caviar, e em 2019 a dupla lança o single "Beija Flor". O tema recebe um remix do produtor português DJEFF no mesmo ano. Em 2021, lançam "Lives Matter", uma parceria com o produtor português DandyLisbon e o produtor luso-malauiano Spk.
Em janeiro de 2022, Liliana Almeida inicia a sua participação no Big Brother: Famosos 4. Ao entrar na casa do Big Brother, referiu que tem fobia de portas trancadas.
Em dezembro de 2022, lança o seu primeiro álbum a solo, Cheguei.
A 2 de setembro de 2022, Liliana Almeida casou com o ex-presidente do Sporting Bruno de Carvalho, cerimónia que foi apresentada pela TVI. Terminaram o casamento em 2024.